# بطلينوس صدئة
بطلينوس صدئة أو الصحنية العملاقة (باللاتينية: Patella ferruginea) هو نوع من حلزون البحر، رخوي بحري من بطنيات القدم من عائلة البطلينوس الصخري واحدة من عائلات البطلينوس الحقيقية. متوطن بغرب البحر الأبيض المتوسط، وعلى الرغم من شيوعه في الماضي إلا أنه نادر الوجود ويقتصر على مواقع قليلة فقط.